# درمهر خرمشاه
درمهر خرمشاه مربوط به دوره قاجار است و در یزد، محله خرمشاه، بلوار طالقانی واقع شده و این اثر در تاریخ ۷ مرداد ۱۳۸۲ با شمارهٔ ثبت ۹۲۶۸ به‌عنوان یکی از آثار ملی ایران به ثبت رسیده است.